# 中村颯希
中村 颯希（なかむら さつき、6月17日 - ）は、日本のライトノベル作家、大衆小説作家。小説投稿サイト「小説家になろう」、「カクヨム」でも執筆活動を行っている。

## 来歴・人物
2016年7月、小説家になろうで連載していた『無欲の聖女は金にときめく』という作品の書籍化を機に商業作家としてデビューした。
2016年12月、小説家になろうで『神様の定食屋』の連載を開始し、2017年6月に同作は書籍化された。
2017年9月、小説家になろうで『シャバの「普通」は難しい』の連載を開始し、同作は2018年4月に書籍化された。
2018年12月、小説家になろうで『地獄の沙汰もメシ次第』の連載を開始し、同作は2019年8月に書籍化された。
2019年11月、小説家になろうで『貴腐人ローザは陰から愛を見守りたい』の連載を開始し、同作は2020年6月に書籍化された。
2020年7月、小説家になろうで『ふつつかな悪女ではございますが 雛宮蝶鼠とりかえ伝』の連載を開始し、同作は2020年12月に書籍化された。Web連載版については2021年4月23日に公開を終了し、現在は番外編が公開されている。
代表作の一つである『ふつつかな悪女ではございますが 雛宮蝶鼠とりかえ伝』は、2022年8月にシリーズ累計100万部を突破し、2023年6月にシリーズ累計200万部を突破した。2024年6月にシリーズ累計300万部を突破した
2021年1月、Twitterアカウントを開設し、作品の告知や読者との触れ合い、日々のできごとや創作料理の公開の場、記念SS(サイドストーリー)の公開の場として活用している。
校長先生の話をテーマにした学生時代を思い返す心温まるツイートがメディアで取り上げられた際のインタビューでは、学生時代に小説家になることを薦められたことがあり、その後も周囲からかけられた何気ない言葉のひとつひとつが蓄積し、小説を書いてみようという気持ちに繋がったと述べている。

## 作品

### 無欲の聖女
商業出版デビュー作。主婦の友社、ヒーロー文庫より刊行。イラストはCUTEG。全4巻。
- 無欲の聖女 1 (2016年7月30日、ISBN 978-4-07-418981-6)
- 無欲の聖女 2 (2016年10月31日、ISBN 978-4-07-420593-6)
- 無欲の聖女 3 (2017年6月30日、ISBN 978-4-07-425981-6)
- 無欲の聖女 4 (2017年12月28日、ISBN 978-4-07-429097-0)

小説家になろうで連載していた初作品となる『無欲の聖女は金にときめく』を元に、改題、加筆修正を行い書籍化された。
当初、Web連載の第一部で完結予定だったものの、書籍化を機にWeb連載のほうで読者へのお礼の気持ちを兼ねて第二部、第三部と物語が展開された。書籍版、Web版ともに物語は完結したものの、毎年春の時期に行われるエイプリルフール企画と呼ばれる読者からのリクエストを受け付ける企画において、無欲の聖女番外編を望む声が多く、2019年以降毎年本作の番外編が投稿されている。

### 神様の定食屋
双葉社、双葉文庫より刊行。既刊4巻。
- 神様の定食屋 (2017年6月15日、ISBN 978-4-575-52012-5)
- 神様の定食屋 2 ごちそうさま、めしあがれ (2017年12月14日、ISBN 978-4-575-52063-7)
- 神様の定食屋 3 うつろう季節 (2023年1月12日、ISBN 978-4-575-52635-6)
- 神様の定食屋 4 ハレの日のさじ加減 (2023年11月15日、ISBN 978-4-575-52710-0)

### シャバの「普通」は難しい
KADOKAWAより刊行。イラストは村カルキ。全5巻。
- シャバの「普通」は難しい 1 (2018年4月5日、ISBN 978-4-04-735110-3)
- シャバの「普通」は難しい 2 (2018年8月4日、ISBN 978-4-04-735268-1)
- シャバの「普通」は難しい 3 (2019年1月25日、ISBN 978-4-04-735479-1)
- シャバの「普通」は難しい 4 (2019年6月25日、ISBN 978-4-04-735665-8)
- シャバの「普通」は難しい 5 (2020年1月31日、ISBN 978-4-04-735879-9)

### 地獄の沙汰もメシ次第
双葉社、双葉文庫より刊行。全1巻。
- 地獄の沙汰もメシ次第 (2019年8月8日 ISBN 978-4-575-52252-5)

### 貴腐人ローザは陰から愛を見守りたい
KADOKAWAより刊行。イラストはわるつ。全2巻。
- 貴腐人ローザは陰から愛を見守りたい 1 (2020年6月5日、ISBN 978-4-04-736149-2)
- 貴腐人ローザは陰から愛を見守りたい 2 (2021年3月5日、ISBN 978-4-04-736529-2)

### ふつつかな悪女ではございますが 雛宮蝶鼠とりかえ伝
一迅社、一迅社ノベルスより刊行。イラストはゆき哉。既刊9巻。
- ふつつかな悪女ではございますが 雛宮蝶鼠とりかえ伝 1 (2020年12月28日、ISBN 978-4-7580-9323-1)
- ふつつかな悪女ではございますが 雛宮蝶鼠とりかえ伝 2 (2021年6月2日、ISBN 978-4-7580-9370-5)
- ふつつかな悪女ではございますが 雛宮蝶鼠とりかえ伝 3 (2021年11月2日、ISBN 978-4-7580-9412-2)
- ふつつかな悪女ではございますが 雛宮蝶鼠とりかえ伝 4 (2022年4月4日、ISBN 978-4-7580-9453-5)
- ふつつかな悪女ではございますが 雛宮蝶鼠とりかえ伝 5 (2022年10月4日、ISBN 978-4-7580-9497-9)
- ふつつかな悪女ではございますが 雛宮蝶鼠とりかえ伝 6 (2023年4月4日、ISBN 978-4-7580-9542-6)
- ふつつかな悪女ではございますが 雛宮蝶鼠とりかえ伝 7 (2023年10月3日、ISBN 978-4-7580-9587-7)
- ふつつかな悪女ではございますが 雛宮蝶鼠とりかえ伝 8 (2024年4月2日、ISBN 978-4-7580-9632-4)
- ふつつかな悪女ではございますが 雛宮蝶鼠とりかえ伝 9 (2024年10月2日、ISBN 978-4-7580-9680-5)

2024年10月2日、ふつつかな悪女ではございますがの公式Twitterアカウントが開設された。

### 堕落メシ!? あやかし神社でグルメな誘惑
ポプラ社、ポプラ文庫ピュアフルより刊行。イラストはLaruha。全1巻。
- 堕落メシ!? あやかし神社でグルメな誘惑 1 (2021年5月7日、ISBN 978-4-591-17010-6)

### 後宮も二度目なら 白豚妃再来伝
KADOKAWA 富士見L文庫より刊行。イラストは新井テル子。既刊2巻。
- 後宮も二度目なら 白豚妃再来伝 1 (2021年8月12日、ISBN 978-4-04-074121-5)
- 後宮も二度目なら 白豚妃再来伝 2 (2022年1月15日、ISBN 978-4-04-074126-0)

### 猫かぶり令嬢アリアの攻防
KADOKAWAより刊行。イラストはイチゼン。単巻。
- 猫かぶり令嬢アリアの攻防 (2024年2月28日、ISBN 978-4-04-737714-1)

## コミカライズ作品

### シャバの「普通」は難しい
KADOKAWA、 角川コミックス・エースより刊行。
中村颯希(原作) ／ ばたこ(漫画) ／  村カルキ(キャラクター原案)
- シャバの「普通」は難しい 1 (2019年1月25日、ISBN 978-4-04-108006-1)
- シャバの「普通」は難しい 2 (2019年6月25日、ISBN 978-4-04-108348-2)
- シャバの「普通」は難しい 3 (2020年4月25日、ISBN 978-4-04-109334-4)
- シャバの「普通」は難しい 4 (2020年12月26日、ISBN 978-4-04-109335-1)
- シャバの「普通」は難しい 5 (2022年2月26日、ISBN 978-4-04-112267-9)
- シャバの「普通」は難しい 6 (2022年9月26日、ISBN 978-4-04-112943-2)
- シャバの「普通」は難しい 7 (2023年3月25日、ISBN 978-4-04-112944-9)
- シャバの「普通」は難しい 8 (2023年10月26日、ISBN 978-4-04-114236-3)
- シャバの「普通」は難しい 9 (2024年7月25日、ISBN 978-4-04-115224-9)

### 貴腐人ローザは陰から愛を見守りたい
KADOKAWA、FLOS COMICより刊行。
中村颯希(原作) ／ 紫のの(漫画) ／ わるつ(キャラクター原案) ／ 西村和笑(キャラクター原案)
- 貴腐人ローザは陰から愛を見守りたい 1 (2022年9月5日、ISBN 978-4-04-681059-5)
- 貴腐人ローザは陰から愛を見守りたい 2 (2023年6月5日、ISBN 978-4-04-682547-6)
- 貴腐人ローザは陰から愛を見守りたい 3 (2024年9月17日、ISBN 978-4-04-683965-7)

### ふつつかな悪女ではございますが 雛宮蝶鼠とりかえ伝
一迅社、 ZERO-SUMコミックスより刊行。
中村颯希(原作) ／ 尾羊英(漫画) ／ ゆき哉(キャラクター原案)
- ふつつかな悪女ではございますが ～雛宮蝶鼠とりかえ伝～ 1 (2021年6月28日、ISBN 978-4-7580-3626-9)
- ふつつかな悪女ではございますが ～雛宮蝶鼠とりかえ伝～ 2 (2021年12月27日、ISBN 978-4-7580-3689-4)
- ふつつかな悪女ではございますが ～雛宮蝶鼠とりかえ伝～ 3 (2022年6月30日、ISBN 978-4-7580-3760-0)
- ふつつかな悪女ではございますが ～雛宮蝶鼠とりかえ伝～ 4 (2022年12月28日、ISBN 978-4-7580-3838-6)
- ふつつかな悪女ではございますが ～雛宮蝶鼠とりかえ伝～ 5 (2023年6月30日、ISBN 978-4-7580-3905-5)
- ふつつかな悪女ではございますが ～雛宮蝶鼠とりかえ伝～ 6 (2023年12月28日、ISBN 978-4-7580-3977-2)
- ふつつかな悪女ではございますが ～雛宮蝶鼠とりかえ伝～ 7 (2024年6月28日、ISBN 978-4-7580-8540-3)

### 後宮も二度目なら 白豚妃再来伝
スクウェア・エニックス、ガンガンコミックスUP!より刊行。
中村颯希(原作) ／ DOJA(漫画) ／ 新井テル子(キャラクター原案) ／ 壱星でしか(構成)
- 後宮も二度目なら 白豚妃再来伝 1 (2022年7月7日、ISBN 978-4-7575-8017-6)
- 後宮も二度目なら 白豚妃再来伝 2 (2023年4月7日、ISBN 978-4-7575-8514-0)
- 後宮も二度目なら 白豚妃再来伝 3 (2025年1月7日、ISBN 978-4-7575-9605-4)

### 猫かぶり令嬢アリアの攻防
KADOKAWA、FLOS COMICより刊行。
中村颯希(原作) ／ イチゼン(漫画)
- 猫かぶり令嬢アリアの攻防 1 (2024年4月25日、ISBN 978-4-04-683648-9)

## Web連載作品
2016年以降、小説家になろうで連載を行っている。一部はカクヨムにも掲載されている。

### 2016年
- 無欲の聖女は金にときめく (2016年1月、ハイファンタジー、書籍化)
- 囁くヴァニタス (2016年2月、ミステリー)
- 神様の定食屋 (2016年12月、ヒューマンドラマ、書籍化)

### 2017年
- シャバの「普通」は難しい (2017年9月、ハイファンタジー、書籍化、コミカライズ)
- 異世界無双には向かない国民性 (2017年11月、ハイファンタジー)

### 2018年
- 文系脳でごめんなさい (2018年9月、エッセイ)
- 地獄の沙汰もメシ次第 (2018年12月、ローファンタジー、書籍化)

### 2019年
- 貴腐人ローザは陰から愛を見守りたい (2019年11月、ハイファンタジー、書籍化、コミカライズ)

### 2020年
- ふつつかな悪女ではございますがWeb版 (2020年7月、中華ファンタジー、書籍化、コミカライズ)

### 2021年
- 後宮も二度目なら 〜白豚妃再来伝〜 (2021年1月、中華ファンタジー、書籍化、コミカライズ)
- オーグとゴブリナ (2021年7月、ハイファンタジー)

### 2022年
- 猫かぶり令嬢アリアの攻防 (2022年4月、ハイファンタジー、書籍化、コミカライズ)

### 2024年
- 東の魔女のあとしまつ (2024年12月、ハイファンタジー)